# 大野新
大野 新（おおの あらた、男性、1981年4月 - ）は、大阪府出身のデザイナー。株式会社Borderlessの代表取締役。

## 経歴
大阪府立八尾高等学校卒業後、東京芸術大学美術学部デザイン科に進学・卒業。GK Dynamicsに入社。2012年に独立し、株式会社Borderlessを設立、同社代表取締役に就任。

## 本人について
- 小学校〜高等学校卒業までバスケットボール部に所属。高校時代には近畿大会出場を経験している（1999年）。
- 二年間の浪人生活を経て、2002年東京藝術大学美術学部デザイン科入学。
- 浪人時代に美術研究のため渡伊。ミラノやフィレンツェの美術館・博物館を視察した。代々木ゼミナール大阪校の成績最優秀生徒に選ばれている。
- 大学時代には機能造形（プロダクトデザイン）を専攻し、立体デザイン作品を主に制作。卒業制作はオベリスクの形をした立体時計。ヨット部に所属。ディンギー以外の経験はない。二度渡欧。それぞれ一ヶ月間の美術・建築・デザイン研究旅行をしている。
- 大学3年の時に友人とGK Design Groupのインターンプログラムを受け、その後入社。GK Dynamics 動態デザイン部に配属。

## 仕事について
GK Dynamics所属時、主に担当したデザインは以下のとおり。
- XS-V1 SAKURA（2007年 : 東京モーターショーコンセプトモデル）　ヤマハ発動機株式会社
- YS250 FAZER（2010年）　ヤマハ発動機株式会社
- FZ8（2010年）　ヤマハ発動機株式会社
- YZF-R1（2012年）　ヤマハ発動機株式会社
- FJR 1300A（2013年）　ヤマハ発動機株式会社
- MT-09（2013年）[1]　ヤマハ発動機株式会社
- 歩行分析計 [ゲイトジャッジシステム]（2013年）　川村義肢株式会社

## 受賞歴
- MT-09：ドイツiF product design award 2014を受賞。http://exhibition.ifdesign.de/entrydetails_en.html?mode=esearch&offset=1
- 歩行分析計 [ゲイトジャッジシステム] ：GOOD DESIGN AWARD 2013を受賞。
- FJR 1300A：reddot design award（Honorable mention）を受賞。

http://red-dot.de/pd/online-exhibition/work/?lang=en&code=2013-16-8239&y=2013&c=166&a=1000
- ELECOM Design competition 2014においてAXIS Awardを受賞。AXIS 2015年2月号84-86頁および表4掲載。

http://elecom-compe.jp/

## 雑誌インタビュー
- Mortorcyclist 2014年2月号 56-63頁
- Mortorcyclist 2014年5月号 44-45頁